# Hypopyra idonea
Hypopyra idonea là một loài bướm đêm trong họ Erebidae.